# Скобелев, Матвей Иванович
Матве́й Ива́нович Ско́белев (28 октября (9 ноября) 1885, Баку — 29 июля 1938, Москва) — участник социал-демократического движения в России, меньшевик. Депутат IV Государственной думы, один из лидеров социал-демократической фракции, заместитель председателя Петроградского совета рабочих депутатов, заместитель председателя ВЦИК Советов рабочих и солдатских депутатов (июнь 1917 г.), один из лидеров эсеро-меньшевистского блока Петроградского совета и I Съезда Советов рабочих и солдатских депутатов, министр труда Временного правительства России. После Октябрьской революции член РКП(б), сотрудник Наркомата внешней торговли РСФСР, член Главного концессионного комитета СССР и председатель Концессионной комиссии РСФСР, сотрудник Всесоюзного радиокомитета. Расстрелян 29 июля 1938. Реабилитирован в 1957 году.

## Биография
Родился в Баку в 1885 году в семье промышленника-молоканина, административно высланного в середине XIX века за религиозные убеждения из центральных губерний России. В 18 лет вступил в РСДРП. Участвовал в Революции 1905 года — возглавил стачку рабочих-нефтяников, из-за угрозы ареста бежал за границу. Связался с организацией РСДРП (Плеханов, Мартов), жил за рубежом на средства партии, писал статьи, участвовал в издании партийных газет социал-демократов, в том числе венской «Правды». Принимал участие в конгрессе Второго Интернационала в Копенгагене (1910 год) в качестве делегата РСДРП. Поступил в Высшую техническую школу в Вене, окончил её в 1912 году. Параллельно был близким сотрудником Л. Д. Троцкого, работая в его венской газете «Правда». По окончании учёбы вернулся в Россию.
В Думу был избран в 1912 году, как представитель русского населения Закавказья — от русской курии Закавказья. В Государственной Думе выступал в основном по бюджетным и экономическим вопросам. Летом 1914 руководил Бакинской стачкой. Она вылилась в самую мощную предвоенную забастовку на бакинских нефтяных промыслах, в результате чего нефтедобыча была практически прекращена. За статью в бакинской рабочей газете в 1915 году отсидел 4 месяца в тюрьме (без лишения депутатских полномочий). По вопросам Первой мировой относился к оборонцам, критиковал царя, но публично не выступал за его поражение в войне, а, наоборот, декларировал задачу доведения войны до победного конца.
Масон (входил в одну из петербургских лож Великого Востока народов России).

### 1917 год
Во время Февральской революции Скобелев стал одним из организаторов петроградского совета рабочих депутатов, избран товарищем председателя Петроградского совета рабочих депутатов, затем стал заместителем председателя Петроградского Совета. Так были отмечены его заслуги в деле совершения революции — в первые дни Февральской революции он успешно руководил организацией революционного восстания в Свеаборгском и Кронштадтском флоте.
В конце мая был делегирован петроградским советом в Стокгольм на Циммервальдскую конференцию; по постановлению исполкома петроградского совета возвратился с дороги и вступил 5-го мая в коалиционное Временное правительство министром труда. С 5 мая министр труда Временного правительства второго и третьего (первого и второго коалиционных) составов.
На первом съезде Советов рабочих и солдатских депутатов в июне 1917 г. избирался заместителем председателя ВЦИК Советов рабочих и солдатских депутатов. После принятия 31 августа Петроградским советом большевистской резолюции «О Власти» вместе со всем эсеро-меньшевистским Президиумом Петроградского Совета 6 сентября Скобелев сложил свои полномочия. После Корниловского восстания 5 сентября 1917 г. демонстративно отказался от дальнейшего участия во Временном правительстве. Участник Государственного совещания в Москве и Демократического совещания, член Предпарламента.

### Советский период
Октябрьскую революцию Матвей Скобелев принял сдержанно. Осудил разгон Учредительного собрания, членом которого он был избран от Закавказья, и расстрел демонстрации протеста. Но затем официально отошёл от меньшевиков, работал в системе «рабочей» кооперации. В 1918 г. работал в «Петросоюзе» (центр петроградской рабочей коопераций). В конце 1918 г. Скобелев пробрался через Киев, Одессу, затем морем в Закавказье. По дороге, в Херсоне и Николаеве выступал с публичными докладами о необходимости укрепления советской власти и о насущных задачах диктатуры пролетариата. Как агент Советского правительства, был арестован в Киеве гетманскими и в Новороссийске деникинскими властями, однако под давлением социал-демократов его быстро освобождали. Добравшись до Закавказья, 1919 год и часть 1920 г. провёл в Баку, принимая участие в нелегальном снабжении продовольствием через Красноводск Красной армии в Закаспии в целях организации успешных военных операций Красной армии против «белых».
После неудачных попыток склонить грузинских социал-демократов к совместному с Красной армией выступлению против Деникина в конце 1920 г. Скобелев пробирается за границу, оседает во Франции. После встречи в Лондоне с послом Ленина Леонидом Красиным и членом Политбюро Львом Каменевым начинает в 1921 г. полулегальную работу во Франции по подготовке торговых сношений с Францией и признания ею советского правительства. Коммерческая деятельность велась из частной парижской конторы, созданной на его имя, широко освещалась в прессе и была тесно связана с лондонским Аркосом.
До конца 1923 г. руководит в Париже торговыми сношениями Советов с Францией. Содействовал установлению торговых отношений Советской Россией с Францией и Бельгией. В 1922 году, как только это стало возможным по условиям работы во Франции, приезжает в Москву и оформляет свою принадлежность к РКП(б), получает партийный билет. В январе 1924 г., после судебного ареста советских товаров во Франции, по распоряжению из Москвы ликвидирует все дела в Париже и переезжает в Лондон, где до ноября 1924 г. работает членом лондонской торговой делегации. После признания Францией советского правительства возвращается в Париж и как уполномоченный НКВТ СССР принимает участие в организации парижского полпредства и торгпредства; в начале 1925 г. сдает им все французские дела и возвращается в Москву.
Вернувшись в 1925 году в Россию, с мая 1925 г. по июнь 1926 г. состоит председателем секции Внешней торговли Госплана СССР. С июня 1926 г. состоит членом Главного концессионного комитета и председателем Концессионной комиссии РСФСР, входит в коллегию Наркомата внешней торговли. Сотрудничает с Троцким по вопросам внешней торговли. В 1936—1937 годах работал во Всесоюзном радиокомитете, в НИИ радиокомитета.

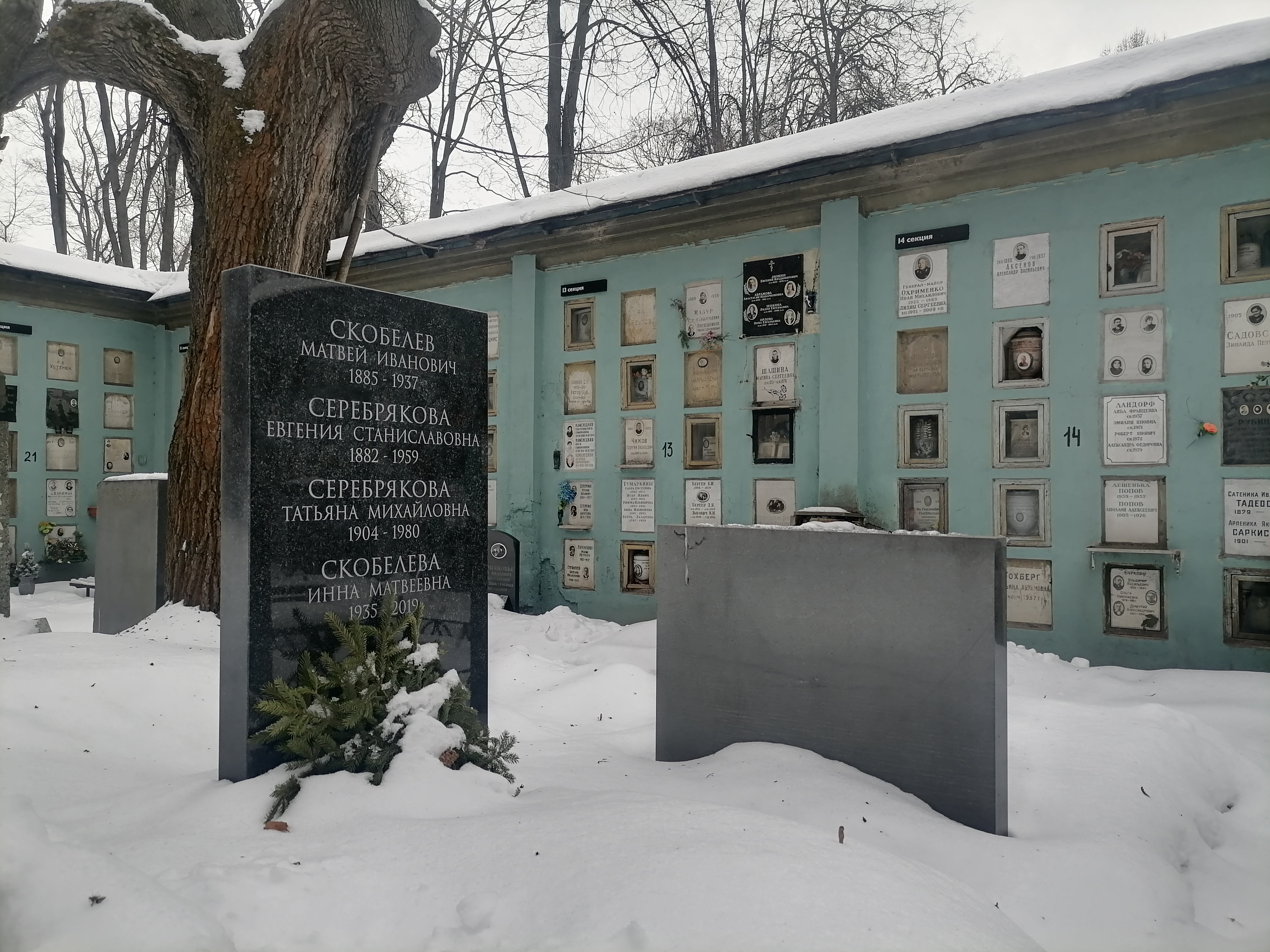
Семейное захоронение Скобелевых на Новом Донском кладбище (уч. у колумбария 11)

В конце 1937 года по распоряжению Н. И. Ежова арестован. Решением первичной партийной организации исключен из членов ВКП(б) как «враг народа». 29 июля 1938 расстрелян по обвинению в участии в террористической организации. Реабилитирован в 1957 году.
Дочь — Инна Матвеевна Скобелева (12.12.1935 — 20.02.2019), работала научным сотрудником в НИИ механики МГУ.

## Киновоплощение
- 1927 — «Октябрь». Эпизодическую роль Скобелева сыграл Чибисов